# Kupreanof-Insel
Die Kupreanof-Insel (engl. „Kupreanof Island“) ist eine zur Inselgruppe des Alexanderarchipels gehörende Insel im US-Bundesstaat Alaska.
Die Kupreanof-Insel ist 84 km lang und 32 km breit. Die Lindenberg-Halbinsel (engl. „Lindenberg Peninsula“), die sich am südöstlichen Ende der Insel anschließt, aber durch einen schmalen Wasserstreifen, den Duncan Canal, abgetrennt ist, wird als zur Insel gehörend angesehen. Die Landfläche der Kupreanof-Insel beträgt 2803 km². Bei der Volkszählung von 2000 wurde eine Einwohnerzahl von 785 festgestellt.
Auf der Insel gibt es zwei Siedlungen. Die größere der beiden Siedlungen ist Kake im Nordwesten der Insel. Die andere ist Kupreanof; sie liegt auf der Ostseite der Insel gegenüber der auf der nahegelegenen Mitkof-Insel befindlichen Stadt Petersburg.
Die Insel wurde nach dem Baron Iwan Antonowitsch Kuprejanow (1800–1857) benannt, der von 1835 bis 1840 Gouverneur der Russisch-Amerikanischen Kompagnie war.